# 菊池英博 (経済学者)
菊池 英博（きくち ひでひろ、1936年2月17日 - ）は日本の経済学者。
東京銀行（外国為替専門銀行、現三菱UFJ銀行）を経て1995年に文京女子大学（現文京学院大学）経営学部教授、2000年から同大学院教授を兼務。専門は金融論、国際金融、日本経済。日本金融財政研究所の所長および教授。

## 来歴と人物
1936年生まれ、東京都出身。都立戸山高等学校卒業後、東京大学へ入学、教養学部教養学科で国際関係論・国際金融論を専攻。1958年9月に国家公務員試験上級職（経済）合格、59年3月東京大学卒業後、4月に東京銀行（外国為替専門銀行、現三菱UFJ銀行）へ入行。63年4月から大蔵省第一種経済理論研修に参加、その後、本部と内外営業拠点で国際金融の企画と推進、銀行経営に従事。ニューヨーク支店外国為替課（1966ー68年）で日本円の市場開拓に尽力。ミラノ支店長、豪州東京銀行取締役頭取を歴任。ミラノ（1985ー88年）では日本商工会議所副会頭、日伊経済協力委員会委員長（通産省・ジェトロ主管）、シドニー（1988−91年）では日本商工会議所副会頭を歴任。
1995年から文京女子大学（現文京学院大学）経営学部教授、2000年に同大学院教授兼務。1998年8月の日本の恐慌的金融危機に際しては、大手銀行に公的資金の投入（資金枠25兆円）を提案し、金融機能早期健全化法（資金枠25兆円）として法制化された。不良債権とともに金融危機の主因であった銀行の株式保有の危険性を指摘し、銀行本体での株式保有禁止を提案。銀行本体での株式保有額はTIER 1資本の範囲内として法制化された。2011年に金融庁参与を歴任。
研究分野は「銀行と証券の利益相反問題」「東アジア通貨危機」「英国のユーロ参加の可能性」「新自由主義反対の論者として日本経済の分析（医療、農業）」などである。

## 主張
平成金融危機に際しての提案…「大手行対応で公的資金注入を」
1. 大手行を対象とする公的資金注入を提案し、1998年11月に「金融機能早期健全化法」（資金枠25兆円）として法制化された[1][2]。
2. 銀行本体での株式保有禁止を提案し一部実現した[3][4]。

政府債務の実態
財政政策の面では、政府債務を「純債務」（「粗債務」から政府保有の金融資産を控除）でみれば日本政府の債務の実態は財務省公表の半分であることを実証的に説明し、「財政危機ではなく政策危機である」と提言した。
消費税増税を回避し、消費税に代わる財源の調達を提案
日本は世界一の債権国であって、世界一、財源が豊富な国である。国土強靭化政策と国土刷新計画によって、公共投資を増加して民間投資を誘引して行けば、経済成長による税収で社会保障を充実することができる。
5年100兆円の国土刷新計画を提案（衆議院予算委員会）
2014年2月の衆議院予算委員会で「5年100兆円の国土刷新計画」を提案、財源は消費税増税に頼らずに法人税は引き上げる、ただし、条件付き投資減税（国内に設備投資を実行し正規社員を増やせば相応の減税）を提案。
21世紀を生き抜く日本の国家観を提示（「永世平和国家宣言」をせよ）
2017年4月27日に、米国の空母カール・ビンソンが北朝鮮に向けてフィリピン沖を航海しているときに、両脇に日本の海上自衛隊が護衛している写真がNHKで放映された。これによって、北朝鮮は「日本が米軍と一緒になって北朝鮮を攻撃するのであれば、北朝鮮は日本を攻撃する」と宣言し、8月29日に北海道の襟裳岬近郊を通過するミサイル実験を行った。これをもって「集団的自衛権容認で犠牲になるのは日本」であることが立証されたとし、集団的自衛権行使容認を閣議で否決すべきであると主張した。
衆参両院予算委員会での公述内容
1. 2001年2月27日、衆議院予算委員会公聴会、3月15日、参議院予算員会公聴会
衆議院予算委員会では銀行本体での株式保有の禁止を提案し、参議院予算員会では具体案を提示した。ともに法制化された（前項参照）。
2. 2002年2月27日　衆議院予算委員会公聴会
小泉構造改革によるデフレが進んでいる日本で緊縮財政を採ると財政赤字が拡大することを警告した。
3. 2006年2月27日、衆議院予算委員会公聴会
純債務でみれば日本は財政危機ではない。米国のクリントン元大統領は、積極財政（財政支出の前年増加率を予想物価上昇率よりも高くする）と公共投資・投資減税で財政赤字を5年で解消させ、年3－4％の経済成長を成し遂げた。日本はこの政策を参考にすべきであると提言した。
4. 2008年2月、衆議院予算委員会公聴会
構造改革が日本の社会経済システムを破壊している（戦後最大の経済危機）。規制緩和がかえって国民の所得を減らし、非正規社員を増加させ、緊縮財政で小さい政府を目標としていることがデフレを促進して税収が減り、民間投資も減っている。政策の全面的な転換が望ましい。
5. 2010年2月、衆議院予算公聴会
2009年9月に民主・社民・国民新党の連立政権が成立して鳩山首相・小沢幹事長のもとで2010年度予算が組成されたが、2008年9月のりーマンショックの影響で日本経済は極端に落ち込み、税収が激減し、日本はもはや平成恐慌と言えるほど大不況になった。昭和恐慌も米国大恐慌も財政主導で経済を救済している。戦後では1993年からの米国経済の復活もクリントン大統領の財政主導政策（積極財政で予算支出を増やし増加分を上回る政府投資を実行）で危機を脱した。日本もこの政策を採るべきであると提言した。
6. 2011年3月　参議院予算委員会公聴会
2010年5月に鳩山首相が辞任後に就任した菅直人首相は、最初の閣議で鳩山首相が拒否してきた「2020年にプライマリーバランスを均衡させる」という財務省の要求を決定したため、デフレが一段と進んだ（20⒑年のＧＤＰデフレーターは過去最高のマイナス）。こうした状況を打開するには公共投資による需要創設と投資減税による民間投資の喚起をすべきであると所見を述べた。
7. 2014年2月、衆議院予算委員会公聴会
2012年12月の衆議院選挙で自民・公明連立政権が成立した。安倍内閣はデフレ解消を政策目標に掲げたが、「不十分である」と考えたので、「デフレは一段と進んでいるので、5年100兆円の国土刷新計画が必要である」と提案、「財源は消費税増税に頼らずに法人税は引き上げる、ただし、条件付き投資減税（国内に設備投資を実行し正規社員を増やせば相応の減税）」を提案した。

## 執筆著書および論述
- 「第2章　財政と格差問題」（『格差社会を越えて』東京大学出版会、宇沢弘文・橘木俊詔・内山勝久［編］、2012年）
- 「偽装財政危機が招いた平成恐慌――財政呪縛から脱却し我々の預貯金を日本のために使うーー」（学士会報881号、2010年03月）

BIS規制（国際決済銀行での大手銀行に対する申し合わせ事項）への提言
- 「この人に　このテーマ」『朝日新聞』1999年7月28日「ＢＩＳ規制の見直し―信用収縮招かぬ改革をー
- 「日本型金融システム再構築を」―新BIS規制対策を明示―『金融ビジネス1999年9月号』、東洋経済新報社
- 「BIS規制への戦略的対応」－『金融ビジネス』2001年4月号

『日本経済新聞』「経済教室」寄稿
- 「銀行経営、抜本的見直しを」「株・不動産と遮断、自己資本から含み益除去」1995年12月18日
- 「銀行の株式保有に制限を」「改革が寡占を招く」「株価急落で信用創造減退」（1997年1月14日）
- 「不良債権問題、大手行対応に“緊急法”を」「公的資金に規律」「不良行整理は政府主導で」1998年8月25日―

『文藝春秋』寄稿
- 「サラリーマン増税の嘘を暴くー危機を煽る財務省に騙されるな」（2006年3月号）
- 「大増税が医療・年金を破壊するー財政危機は嘘だ。世界一の医療を守るにはー」（2008年2月）
- 「“内需創出国債”100兆円を発行せよーもはや平成恐慌、泥沼から脱出する唯一の方策は？」（2009年5月号）
- 「浜田宏一君、内閣参与を辞任せよー金融だけでデフレ解消が不可能なのは最初から分かっていた」（2017年3月号）

週刊『エコノミスト』（毎日新聞社出版）寄稿
- 「とことん考える消費税」（13）“反　対”と対案――2012年5月29日
- 「日本農業は過小保護、農林中金の利益が必要」（2016年5月30日）
- 「出口の迷路　金融政策を問う⑪、投機に流れるマネーを成長投資に」（2017年12月19日）

海外への寄稿（英文）
- 2006年9月　　国際通貨としてのユーロの現状と将来―その1（ユーロ加盟後の　ドイツとイタリーがどのような影響を受けたか）―
- “内需創出国債”100兆円を発行せよーもはや平成恐慌、泥沼から脱出する唯一の方策は？」（2009年5月号）
- 2006年2月27日　衆議院予算員会での公述「デフレ解消政策について」

『月刊資本市場』寄稿
- 「利益相反」の研究
  - 1998年10月号　　利益相反と金融システム（上）-弊害が多い銀行の株式保有　グローバル・スタンダードに反する
  - 1998年11月号　　利益相反と金融システム（下）
- 「東アジア通貨危機とその後の対応」の研究―タイと韓国　＊以下、2001年9月―02年1月号（３－７、第1回から第5回）
  - 「東アジア通貨危機とその後の状況の研究」（2001年9月―02年1月連載）―1997-98年の東アジア通貨危機と国内金融システムの崩壊・再建の分析―原　信文京女子大学名誉教授と共著。
- 2001年9月号　　　崩壊した金融システムをどのようにして立て直しつつあるか―通貨危機後の韓国・タイの再生努力と我が国に対する示唆
  - （第１回）韓国における通貨危機発生とその調整の過程
  - 2001年10月　　同上（第２回）韓国における国内金融システムの崩壊と再構築の状況
  - 2001年11月　　〃　（第３回）　タイにおける通貨危機以後の対外面の調整
  - 2001年12月　　〃　（第４回）　タイにおける国内金融システムの崩壊と再構築の状況
  - 2002年1月　　菊池英博著　（第5回）　国際通貨システムと国内金融システムの望ましい関係
- 「日本の金融安定化政策」
  - 2002年2月　；　日本の金融不安を如何にして解消するかー混乱と混迷からの脱却方法-
- 「東アジア通貨危機の研究―マレーシアとインドネシア」
  - 2003年6月　マレーシアにおける金融システムの立て直し-その1-　-日本への示唆-
  - 2003年6月　マレーシアにおける金融システムの立て直し-その2-　-日本への示唆-
  - 2003年11月　インドネシアにおける金融システムの立て直し-その1-　-日本への示唆-
  - 2003年12月　インドネシアにおける金融システムの立て直し-その2-　-日本への示唆-
- 「ユーロの組成・現状・英国参加の可否」
  - 2006年9月　　国際通貨としてのユーロの現状と将来―その1（ユーロ加盟後のドイツとイタリーがどのような影響を受けたか）
  - 2008年6月、　英ポンド・ユーロ・EUの将来（英国はユーロに加盟するか？）

## 著書
- 『銀行ビッグバン、21世紀日本の銀行像』（東洋経済新報社、1997年）
- 『銀行の破綻と競争の経済学―ＢＩＳ規制からの脱却』（同上、1999年）
- 『増税が日本を破壊するー日本は財政危機ではないこれだけの理由』（ダイヤモンド社、2005年）
- 『実感なき景気回復に潜む金融恐慌の罠―日本の金融危機と金融恐慌の歴史』（ダイヤモンド社、2007年）
- 『消費税はゼロ％にできるー負担を減らして社会保障を充実させる経済学』（ダイヤモンド社、2009年）
- 『日本を亡ぼす消費税増税―本当に怖いのは恐慌型デフレだ』（講談社現代新書、2011年）
- 『そして日本の富は略奪される、アメリカが仕掛けた新自由主義の正体―超金融緩和、消費増税、ＴＰＰで日本から巨額のマネーが流失し、格差はますます拡大！』（ダイヤモンド社、2014年）
- 『新自由主義の自滅―日本・アメリカ・韓国』（文春新書、2015年）
- 『ゆう―ちょマネーはどこへ消えたか』（稲村公望と共著、彩流社、2016年）
- 『使ってはいけない集団的自衛権―トランプを見くびるな』（角川新書、2018年）
- 『米中密約”日本封じ込め”の正体』（ダイヤモンド社、2020年）